# Tabu (zespół muzyczny)
Tabu (zapis stylizowany: TABU) – polski zespół muzyczny z Wodzisławia Śląskiego, grający reggae, powstał w 2003 roku.
Muzycy Tabu pochodzą z kilku miejscowości powiatu wodzisławskiego. Wydali pięć oficjalnych płyt. Twórcy festiwalu reggae Najcieplejszego Miejsca Na Ziemi - w Gorzycach, później w Wodzisławiu Śląskim. Współpracują z Mania Studio, Clipontheroad oraz Vulgar.

## Historia

### 2003–2004
Zespół założyli w październiku 2003 Rafał i Karol Karwotowie, Marcin Suchy i Jakub Kuznicius. Wkrótce do zespołu dołączył Marcin Wacławczyk, a w listopadzie zagrali swój pierwszy koncert w Domu Pomocy Społecznej w Gorzycach. Od tego czasu TABU zaczyna regularnie koncertować. Grywa wtedy covery, ale zaczynają powstawać także utwory autorskie. W czerwcu 2004 do zespołu dołączyli dwaj muzycy z Jastrzębia-Zdroju, z których jeden zagościł w zespole na dłużej - Kacper Skoneczny. Wraz z Kamilem Machulec i Łukaszem Kulikowskim z zespołu Flake TABU wygrało festiwal Muzyczna Wyspa w Knurowie. Pod koniec lata 2004 do zespołu dołączył W. Mitko, którego po kilku tygodniach zastąpił Marcin Nyrek. W grudniu formację opuścił jeden z jej twórców - Karol Karwot.

### 2005–2009
Na przełomie 2004 i 2005 zespół grał kolejne koncerty oraz tworzył nowy materiał do pierwszej płyty. W kwietniu 2005 TABU wzięło udział w przeglądzie Rock-Time w Opolu. Zdobyło tam II nagrodę oraz nagrodę publiczności. Latem 2005 zakwalifikowało się do konkursu młodych zespołów na Ostróda Reggae Festiwal. Na konkursie zespół zdobył I nagrodę. W październiku 2005 wygrał jeden z koncertów cyklu Młode Wilki - Rebelia w warszawskim klubie Stodoła. Na finale tej edycji konkursu TABU zdobyło III nagrodę. W lipcu 2006 zespół opuścił P.Cyran, a zastąpił go skrzyszowianin Radek Drobczyk.
W 2006 zespół nagrał swoją debiutancką płytę jednosłowo. Krążek wydało wydawnictwo Positive Music Promotion.
W 2007 roku zespół zagrał ponad 60 koncertów w kraju oraz za granicą m.in. w Czechach, na Słowacji oraz w Anglii.
W 2008 roku zespół mniej intensywnie koncertuje i przygotowuje się do nagrania nowej płyty.
W 2009 roku, w lutym zespół wydał drugi album salut. Zespół w roku 2009 zagrał na wielu festiwalach w całym kraju m.in. na Przystanek Woodstock, na swojej trasie Insomnia Tour (Ponad 30 koncertów !) oraz po raz kolejny zorganizował festiwal Najcieplejsze Miejsce Na Ziemi w Wodzisławiu Śląskim.

### 2012

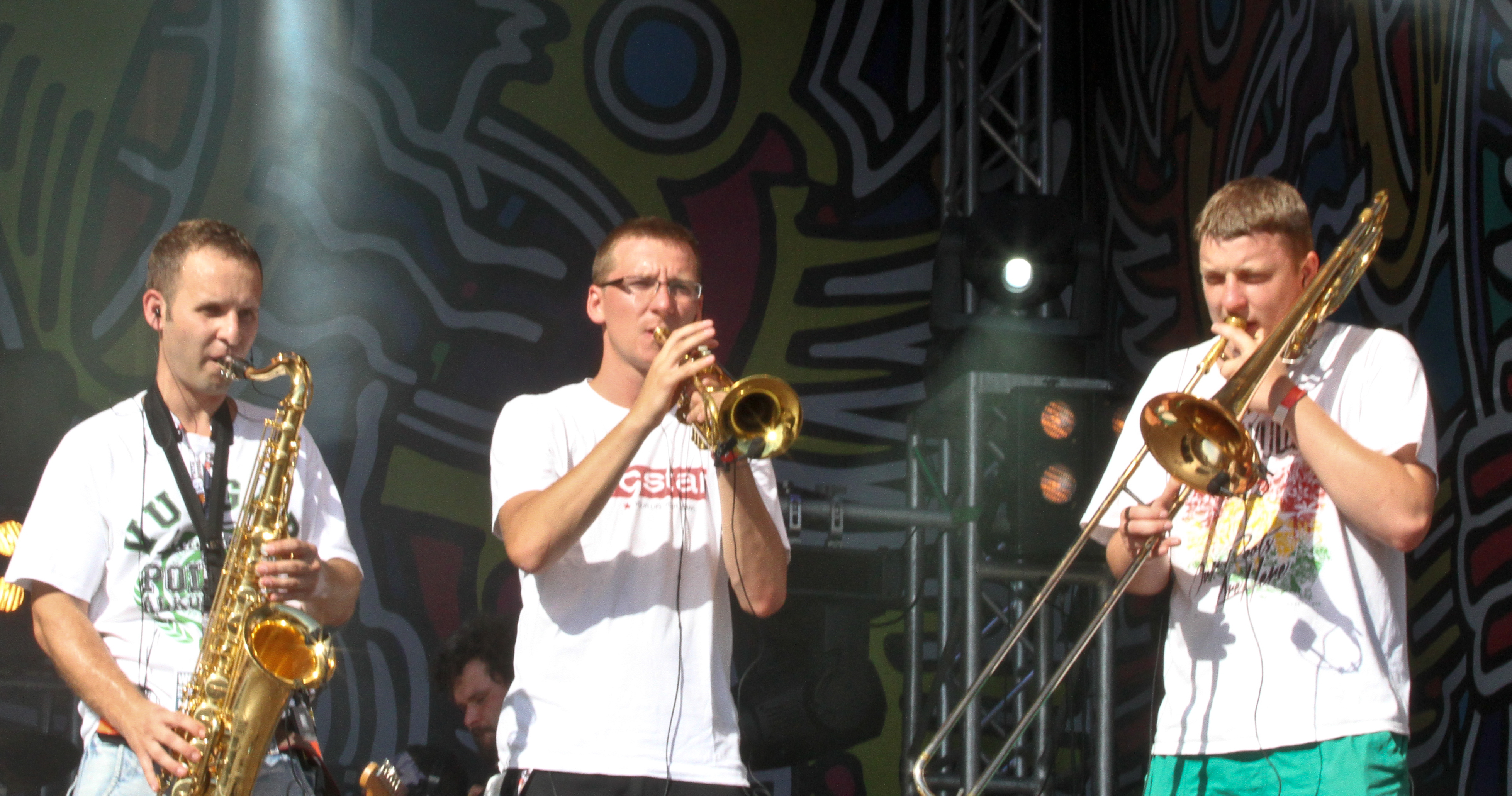
Tabu na Przystanku Woodstock 2013 r.

Zespół Tabu rozpoczął pracę nad trzecim albumem "Endorfina" pod skrzydłami wytwórni Lou&RockedBoys. Premiera płyty planowana na 8 sierpnia, lecz jest także nieoficjalna 28 lipca, w trakcie NMNZ. Pierwszy oficjalny klip promujący album- "Jak dobrze Cię widzieć" do sieci trafił 3 lipca, przy współpracy z Mania Studio, dodatkowo zespół ubrany jest w koszulki firmy Vulgar. Klip kręcony w Wodzisławiu Śląskim – na stacji PKP, w Olzie, podczas festiwalu Rock&Reggae Summer Party oraz na Polu Biwakowym EUROPA.
Drugi teledysk zespołu "Marzenia" z udziałem Grizzlee i Cheeba, miał swoją premierę 9 sierpnia 2012 r. również ze współpracą Mania Studio. Teledysk kręcony w Jastrzębiu Zdroju, Wodzisławiu Śląskim, Wrocławiu oraz w rodzinnej miejscowości wokalisty Gorzycach – boisko klubu oraz Orlik. W ciągu niecałej doby, oglądalność sięga ponad 2 tys. odtworzeń.
W 2016 r. po raz pierwszy zorganizowali festiwal NMNZ na stadionie MOSiR w Wodzisławiu Śląskim.

## Nagrody
- I nagroda na festiwalu muzyki reggae i hip-hop "Muzyczna Wyspa" w Knurowie (2004)
- I nagroda na festiwalu muzyki reggae – Ostróda Reggae Festiwal w 2005.
- II nagroda oraz nagroda publiczności na Przeglądzie zespołów Studenckich "Rock-Time" w Opolu (2005).
- III nagroda na pierwszym przeglądzie Młode Wilki - Rebelia 2005 organizowanym przez warszawski Klub „Stodoła”.
- plebiscyt Złoty Bączek w kategorii Sceny Folkowej – Przystanek Woodstock 2014

## Dyskografia
- jednosłowo (2006)
- salut (2009)
- endorfina (2012)
- Przystanek Woodstock 2014 (2014)[1]
- meteory (2015)
- sambal (2019)
- lunapark (2023)

## Grali i wspomagali zespół
- Kamil Wójcik	              | perkusja
- Łukasz Kaczmarzyk           | trąbka
- Jakub Kuznicius             | perkusja
- Piotr Szczypiorski          | technik, akustyk
- Dawid Krótki                | instr. klawiszowe
- Adam Ledwoń (piboy)         | manager
- Krzysztof Kłosek            | bas
- Patryk Cyran (Patrol)       | saksofon
- Karol Karwot                | gitara, bas, instr. klawiszowe
- Wacek Mitko                 | puzon
- Patryk Brandys              | puzon
- Papaj                       | perkusja
- Sylwester Krawczyk (Bambus) | bas
- Rafał Widenka         | perkusja
- Jacek Zając         | instr. klawiszowe
- Piotr Kolaj (piter)         | bas
- Tomasz Mandrysz (Łysy)         | gitara
- Dawid Suchy                 | bas
- Konstanty Janiak            | puzon